# Улица Красный Казанец
У́лица Кра́сный Каза́нец — улица на востоке Москвы, в районе Вешняки Восточного административного округа. Своё название улица получила в честь революционных рабочих Казанской железной дороги, погибших в 1905 году в результате карательной экспедиции Семёновского полка во главе с полковником Риманом.

## Местоположение
Образована в 1970 году при застройке района на месте пустыря. Название перенесено с соседней, ныне застроенной улицы, где жили рабочие и служащие Московско-Казанской железной дороги (ныне Рязанское направление Московской железной дороги). Расположена между улицей Юности и Вешняковской улицей, в районе станций метро «Выхино» и «Рязанский проспект». В начале улицы находится железнодорожная платформа Вешняки, в конце — платформа Выхино.

## Достопримечательности
Между домами №№ 3к1, 5 и 7 на улице находится одноименный пруд. Площадь пруда составляет 0,65 Га. В 2019 году в рамках программы столичного благоустройства «Мой район» у пруда сделали сквер. В ходе работ был очищен пруд, проложена тропиночная сеть, установлены новые МАФы, обустроены детская и спортивная площадки. На детской площадке располагается большой игровой комплекс «Корабль». Изюминка сквера — скульптура «Доярка» работы скульптора Иосифа Козловского.

## Здания
- ГОУ средняя общеобразовательная школа № 810 — дом 3А.